# Gomel
Gomel (/ˈɡoʊmel/), cũng viết là Homel, Homiel hay Homyel (tiếng Belarus: Гомель, /ˈɣomʲelʲ/, chuyển tự: Hómiel'; tiếng Nga: Гомель, /ˈɡomʲilʲ/, chuyển tự: Gómiľ), là thành phố, trung tâm hành chính của Homiel Voblast và là thành phố lớn thứ hai của Belarus. Dân số theo ước tính năm 2006 là 479.935 người. Homel nằm ở đông nam quốc gia này, bên bờ sông Sozh, gần biên giới với Ukraina, gần với nhà máy điện nguyên tử Chernobyl. Dù thành phố này bị nhiễm xạ nặng do vụ thảm họa Chernobyl năm 1986, dân số thành phố vẫn tiếp tục tăng. Thành phố này có Sân bay Gomel.

## Khí hậu
| Dữ liệu khí hậu của Gomel               | Dữ liệu khí hậu của Gomel | Dữ liệu khí hậu của Gomel | Dữ liệu khí hậu của Gomel | Dữ liệu khí hậu của Gomel | Dữ liệu khí hậu của Gomel | Dữ liệu khí hậu của Gomel | Dữ liệu khí hậu của Gomel | Dữ liệu khí hậu của Gomel | Dữ liệu khí hậu của Gomel | Dữ liệu khí hậu của Gomel | Dữ liệu khí hậu của Gomel | Dữ liệu khí hậu của Gomel | Dữ liệu khí hậu của Gomel |
| Tháng                                   | 1                         | 2                         | 3                         | 4                         | 5                         | 6                         | 7                         | 8                         | 9                         | 10                        | 11                        | 12                        | Năm                       |
| --------------------------------------- | ------------------------- | ------------------------- | ------------------------- | ------------------------- | ------------------------- | ------------------------- | ------------------------- | ------------------------- | ------------------------- | ------------------------- | ------------------------- | ------------------------- | ------------------------- |
| Cao kỉ lục °C (°F)                      | 9.6 (49.3)                | 15.8 (60.4)               | 21.5 (70.7)               | 29.3 (84.7)               | 32.5 (90.5)               | 34.0 (93.2)               | 37.9 (100.2)              | 38.9 (102.0)              | 32.2 (90.0)               | 27.5 (81.5)               | 18.0 (64.4)               | 11.6 (52.9)               | 38.9 (102.0)              |
| Trung bình ngày tối đa °C (°F)          | −2.0 (28.4)               | −1.2 (29.8)               | 4.6 (40.3)                | 13.2 (55.8)               | 20.2 (68.4)               | 23.2 (73.8)               | 25.2 (77.4)               | 24.3 (75.7)               | 18.1 (64.6)               | 11.3 (52.3)               | 3.6 (38.5)                | −1.0 (30.2)               | 11.6 (52.9)               |
| Trung bình ngày °C (°F)                 | −4.5 (23.9)               | −4.2 (24.4)               | 0.7 (33.3)                | 8.4 (47.1)                | 14.8 (58.6)               | 17.9 (64.2)               | 19.8 (67.6)               | 18.7 (65.7)               | 13.0 (55.4)               | 7.1 (44.8)                | 0.8 (33.4)                | −3.3 (26.1)               | 7.4 (45.3)                |
| Tối thiểu trung bình ngày °C (°F)       | −6.9 (19.6)               | −7.1 (19.2)               | −2.8 (27.0)               | 4.0 (39.2)                | 9.6 (49.3)                | 12.9 (55.2)               | 14.8 (58.6)               | 13.6 (56.5)               | 8.7 (47.7)                | 3.7 (38.7)                | −1.4 (29.5)               | −5.6 (21.9)               | 3.6 (38.5)                |
| Thấp kỉ lục °C (°F)                     | −35.0 (−31.0)             | −35.1 (−31.2)             | −33.7 (−28.7)             | −13.6 (7.5)               | −2.5 (27.5)               | −0.2 (31.6)               | 6.0 (42.8)                | 1.2 (34.2)                | −3.2 (26.2)               | −12.0 (10.4)              | −21.7 (−7.1)              | −30.8 (−23.4)             | −35.1 (−31.2)             |
| Lượng Giáng thủy trung bình mm (inches) | 34 (1.3)                  | 33 (1.3)                  | 33 (1.3)                  | 38 (1.5)                  | 56 (2.2)                  | 80 (3.1)                  | 90 (3.5)                  | 61 (2.4)                  | 58 (2.3)                  | 56 (2.2)                  | 47 (1.9)                  | 40 (1.6)                  | 626 (24.6)                |
| Số ngày mưa trung bình                  | 8                         | 7                         | 10                        | 13                        | 14                        | 16                        | 14                        | 12                        | 14                        | 14                        | 13                        | 9                         | 144                       |
| Số ngày tuyết rơi trung bình            | 18                        | 17                        | 10                        | 2                         | 0.1                       | 0                         | 0                         | 0                         | 0.03                      | 2                         | 10                        | 16                        | 75                        |
| Độ ẩm tương đối trung bình (%)          | 86                        | 83                        | 77                        | 66                        | 64                        | 69                        | 70                        | 71                        | 77                        | 81                        | 87                        | 88                        | 77                        |
| Số giờ nắng trung bình tháng            | 54                        | 74                        | 131                       | 176                       | 264                       | 264                       | 261                       | 246                       | 168                       | 115                       | 44                        | 31                        | 1.828                     |
| Nguồn 1: Pogoda.ru.net                  |                           |                           |                           |                           |                           |                           |                           |                           |                           |                           |                           |                           |                           |
| Nguồn 2: NOAA (nắng, 1961–1990)         |                           |                           |                           |                           |                           |                           |                           |                           |                           |                           |                           |                           |                           |

## Trường đại học
Homel là trung tâm giáo dục nổi tiếng. Các trường đại học sau ở Gomel:
- Đại học Nhà nước Francysk Skaryna Homiel
- Đại học Y khoa Nhà nước Homiel
- Đại học Kỹ thuật Nhà nước P.O. Sukhoy Homiel
- Đại học Giao thông Nhà nước Belarus
- Đại học Kinh-Tài Hợp tác tiêu dùng Belarus (trường tư)

## Nhân vật
- Avrohom Elyashiv
- Aaron Lebedeff
- Lev Schnirelmann, nhà toán học
- Marek Edelman, nhà chính trị và nhà hoạt động xã hội
- Iryna Yatchenko, vận động viên
- Sergey Sidorsky, thủ tướng Belarus (2003 đến nay)
- Seryoga
- Igor Polotsky, thợ đồng hồ nổi tiếng
- Kanstantsin Siutsou, vận động viên đua xe đạp

## Thành phố kết nghĩa
- Chernihiv, Ukraina
- Aberdeen, Scotland (từ năm 1990) [4]
- České Budějovice, Cộng hòa Séc
- Clermont-Ferrand, Pháp
- Liepāja, Latvia
- Greater Sudbury, Canada
- Radom, Ba Lan